# 白鬚神社 (墨田区)
白鬚神社（しらひげじんじゃ）は東京都墨田区東向島にある神社である。隅田川七福神の寿老神（寿老人）としても知られる、旧寺島村の鎮守。向島白鬚（むこうじましらひげ）神社とも呼ばれる。

## 祭神
猿田彦大神（主神）ほか6柱。
- 天照大神
- 高皇産霊神
- 神皇産霊神
- 大宮能売神
- 登由宇気神
- 建御名方神

## 歴史
951年（天暦5年）、元三大師良源が滋賀白鬚神社を分霊しこの地に祀ったと伝えられる。
蓮花寺（東向島3丁目23-17）を別当とし、白鬚大明神と呼ばれていた。
1907年（明治40年）、同社の南にあった諏訪神社を合祀して祭神建御名方神を合わせまつる。

## 社殿・境内
1990年（平成2年）放火により社殿が全焼、1992年に再建された。狛犬一対は文化12年（1815年）銘で、墨田区登録文化財。
境内には多くの石碑がある。
- 白鬚神社縁起碑（加藤千蔭筆）
- 佐羽淡斎墨多三絶の碑（大窪詩仏筆）
- 岩瀬忠震供養碑
- 鷲津毅堂の碑

## 所在地・交通
東京都墨田区東向島3-5-2
- 東武伊勢崎線東向島駅下車徒歩10分[1]

## 氏子地域
旧寺島町総鎮守であるが、実際は旧寺島町内には高木神社と長浦神社があり、それぞれの社の氏子地域は含まれない。
- 墨田区東向島
- 墨田区墨田
- 墨田区堤通
- 墨田区京島
- 墨田区八広
- 墨田区押上

氏子組織として「図子」（ずし）があり、現在は11図子が存在する。この図子は必ずしも現行の町会とは同一ではない。
- 西図子
- 南図子
- 辰己図子
- 八雲図子
- 六一図子
- 中図子
- 東図子
- 玉ノ井図子
- 巴図子
- 北図子
- 堤図子

## 文化財
白鬚神社の石造狛犬一対墨田区登録文化財有形民俗文化財、1984年3月15日登録